# Селлет (Шаранта)
Селле́т (фр. Cellettes) — коммуна во Франции, находится в регионе Пуату — Шаранта. Департамент — Шаранта. Входит в состав кантона Манль. Округ коммуны — Конфолан.
Код INSEE коммуны — 16069.
Коммуна расположена приблизительно в 380 км к юго-западу от Парижа, в 85 км южнее Пуатье, в 24 км к северу от Ангулема.

## Население
Население коммуны на 2008 год составляло 447 человек.
| 1962 | 1968 | 1975 | 1982 | 1990 | 1999 | 2008 |
| ---- | ---- | ---- | ---- | ---- | ---- | ---- |
| 250  | 259  | 222  | 294  | 346  | 417  | 447  |

## Администрация
| Период | Период | Фамилия     | Партия                              | Примечания        |
| ------ | ------ | ----------- | ----------------------------------- | ----------------- |
| 1977   | 2003   | Клод Бонфон | Французская коммунистическая партия |                   |
| 2003   |        | Марк Бедье  |                                     | директор компании |

## Экономика
В 2007 году среди 275 человек в трудоспособном возрасте (15—64 лет) 204 были экономически активными, 71 — неактивными (показатель активности — 74,2 %, в 1999 году было 71,8 %). Из 204 активных работали 171 человек (99 мужчин и 72 женщины), безработных было 33 (14 мужчин и 19 женщин). Среди 71 неактивных 19 человек были учениками или студентами, 22 — пенсионерами, 30 были неактивными по другим причинам.

## Достопримечательности
- Замок Селлет[фр.] (XVI век). Исторический памятник с 2004 года[3]
- Замок Эшуази[фр.] (XVI век)
- Крест для религиозных процессий. Медь, позолота; высота — 42 см, ширина — 30 см. Хранится в монастыре Сен-Сатюрнен. Исторический памятник с 1975 года[4]
- Старая печь для обжига извести (1850 год). Исторический памятник с 1994 года[5]
- Дольмен Буакс

## Фотогалерея

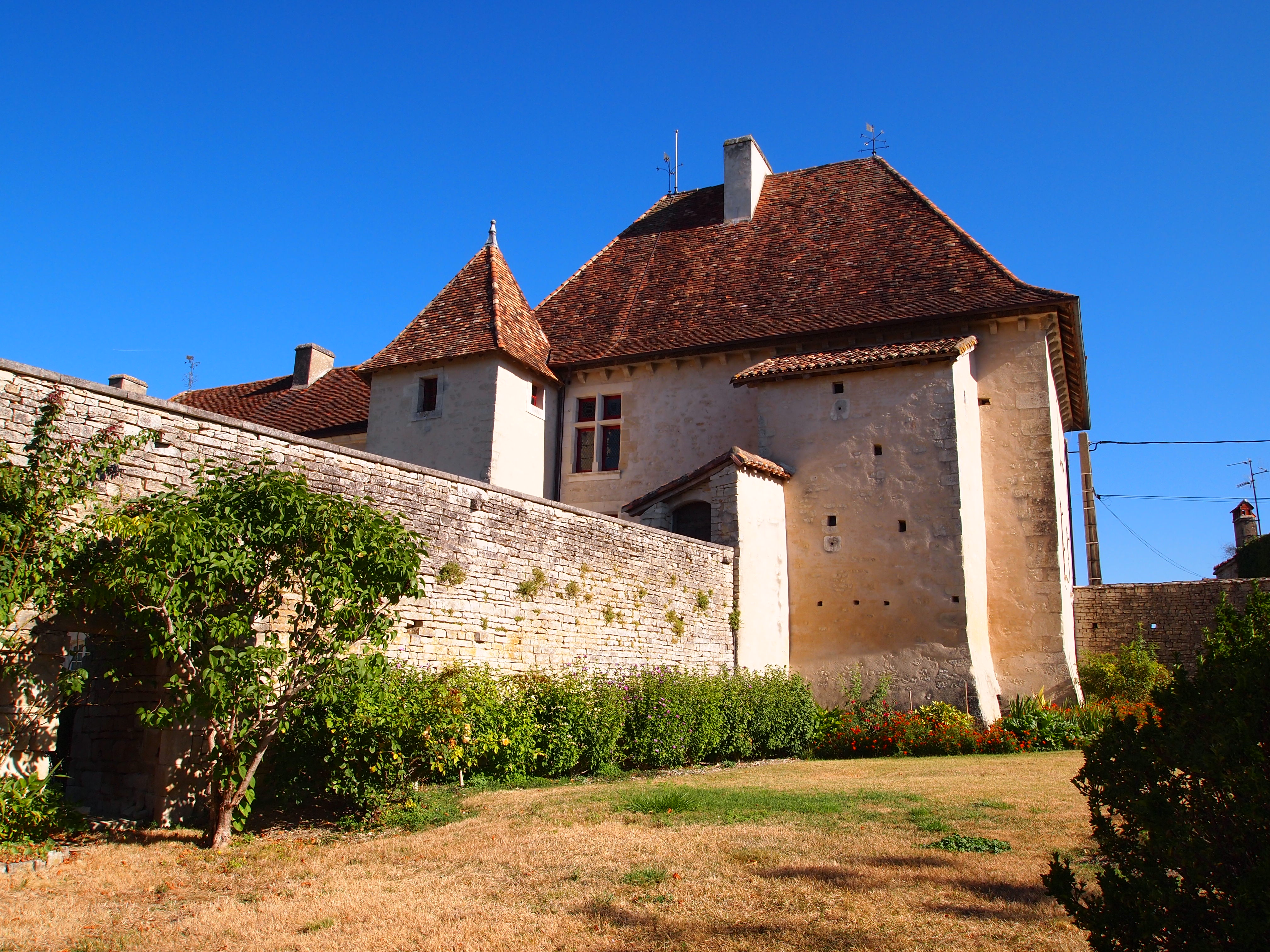
Замок Селлет
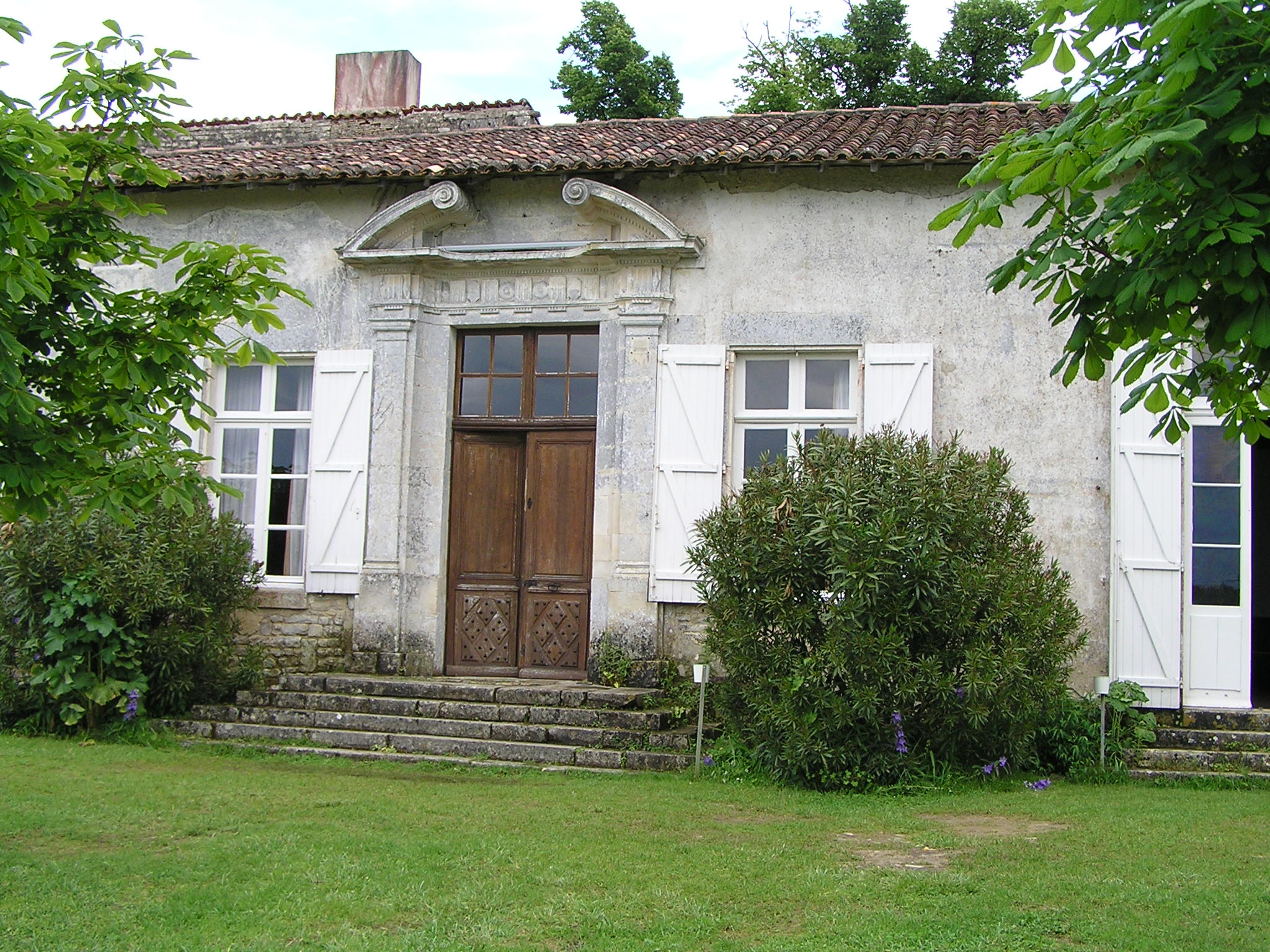
Замок Эшуази
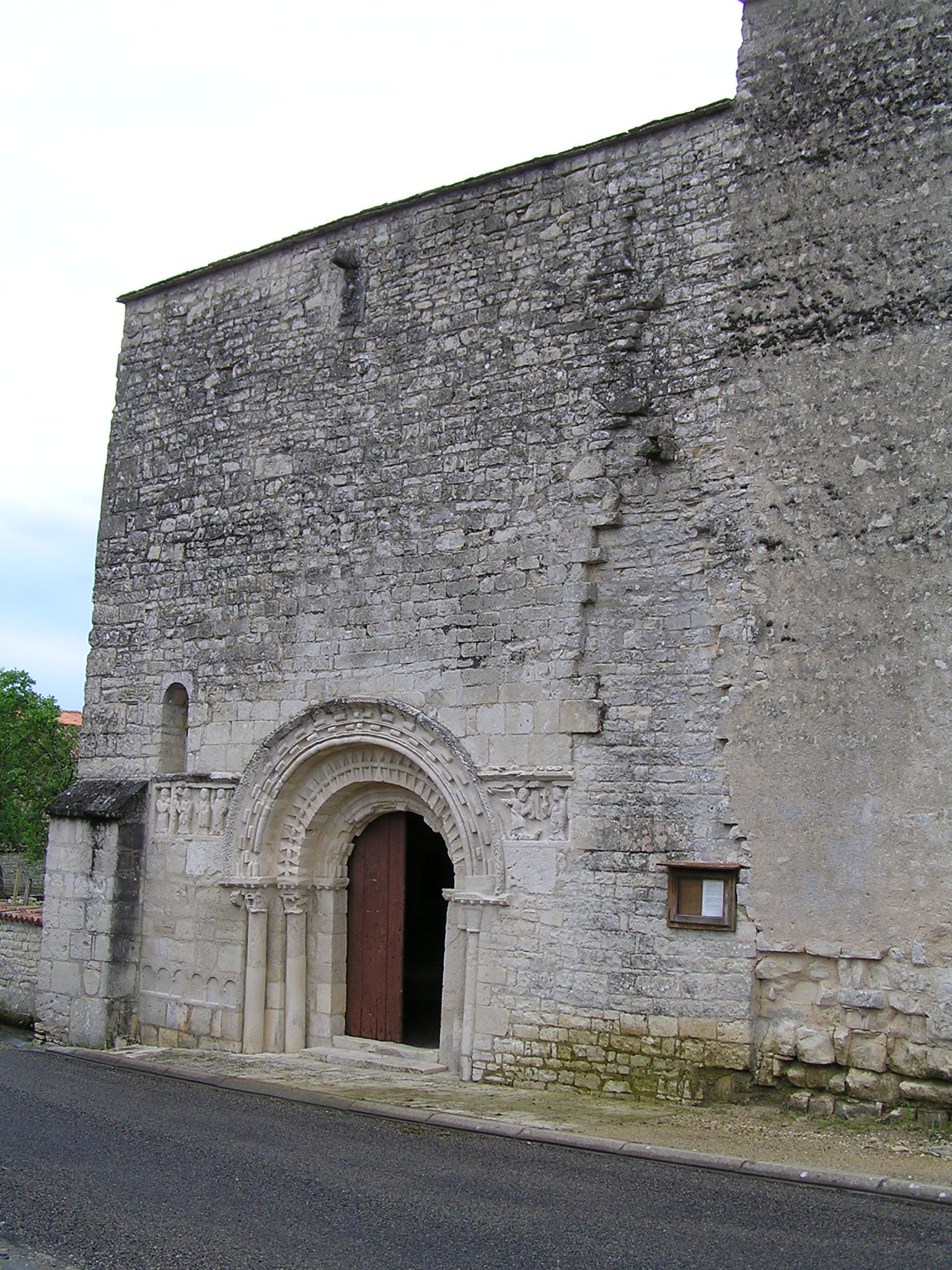
Церковь Сен-Сатюрнен
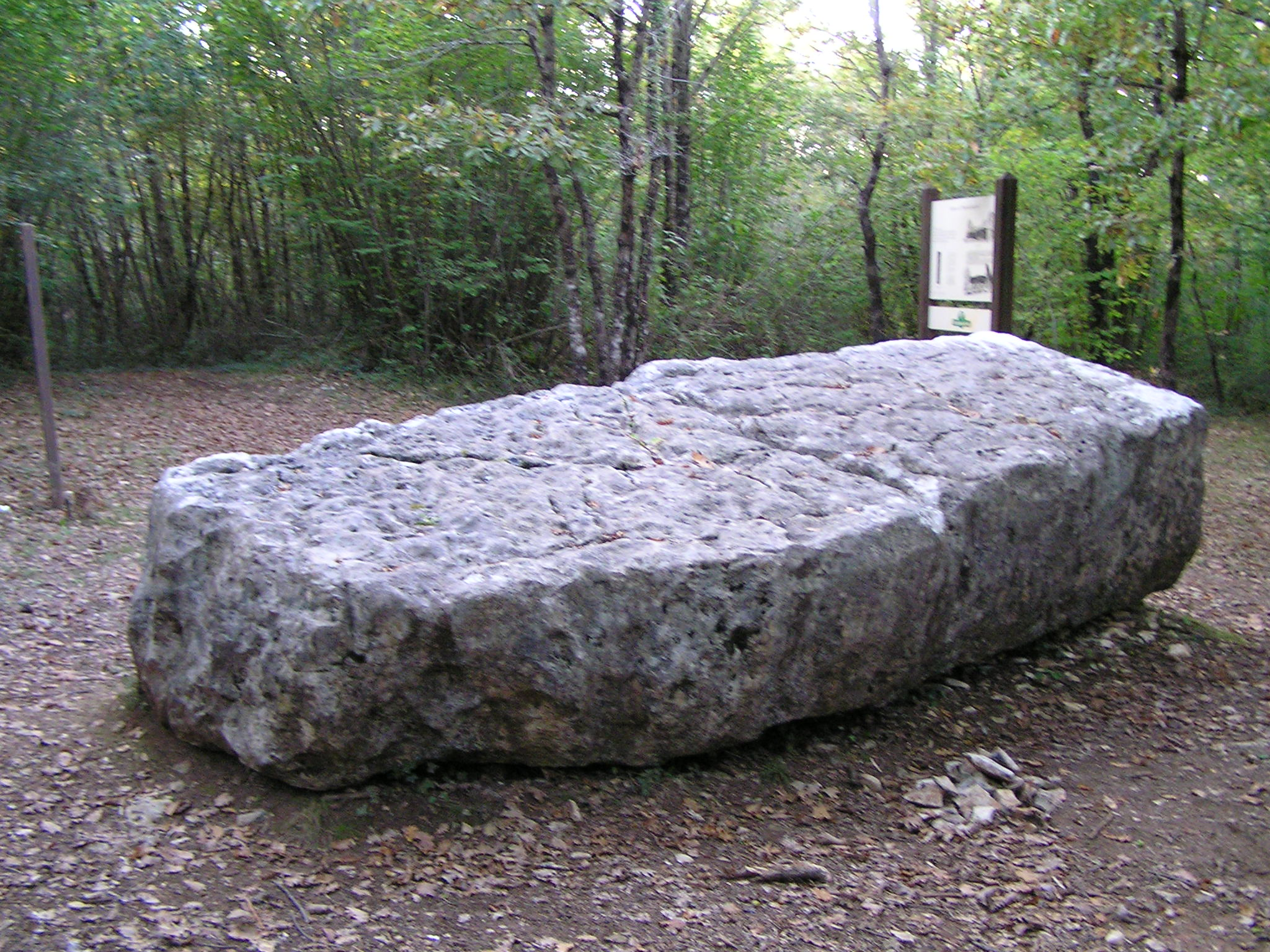
Дольмен Буакс